# 高橋盾
高橋 盾（たかはし じゅん、英: Jun Takahashi、1969年9月21日 - ）は、群馬県桐生市出身のファッションデザイナー。

## 人物
- パリ・コレクションの常連で、人気のあるメゾンのひとつでもある「アンダーカバー」をデザインしている。
- 文化服装学院の後輩でもあるBOUNTY HUNTERの岩永ヒカルらと共に、セックス・ピストルズのコピーバンド「東京セックスピストルズ」を組んでいた[1]。
- 愛称の「ジョニオ」はセックス・ピストルズのジョニー・ロットンに似ていることから[1]。
- 最も影響を受けたデザイナーとして、コム・デ・ギャルソンの川久保玲を挙げている。
- 妻でありモデルの森下璃子は、RICO名義でアンダーカバーの子供服のデザインを手がけている。女児1人男児1人がおり、娘はファッションモデルの高橋ららである[2]。
- 芸能人では、藤井フミヤ、永瀬正敏、浅野忠信、小泉今日子、YOU、内田裕也、松田龍平らと親交がある。
- パティ・スミスとも親交が深く、アンダーカバーのために書き下ろした詩のタイトル「neoboy」を、ブランドの2009年春夏コレクションのテーマとして設定[3]。
- 両腕に自身のブランドでも多用される模様（GIZ柄）を用いた刺青をしている。
- Radioheadのトム・ヨークとも親交がある。
- アンダーカバーとナイキのコラボレートとなる「GYAKUSOU」では、プロモーションビデオとして高橋らによるジョギングチーム「Team GIRA」のメンバーが京都を走る映像を撮影した。

## 略歴
- 群馬県立桐生西高等学校卒業後、文化服装学院にてデザインを学ぶ。
- 1989年、文化服装学院アパレルデザイン科に入学。
  - 同学院在学中から一之瀬弘法とともにアンダーカバーを立ち上げる。
- 1993年、裏原宿にNIGO（A BATHING APE）と共にNOWHERE（ノーウェア）をオープンする。
- 1994年、1994-1995 A/Wより東京コレクションに初参加。
  - 同年9月に、有限会社「アンダーカバー」を設立。
- 1995年、直営店「NOWHERE LIMITED（ノーウェア・リミテッド）」を原宿にオープン。
- 2002年10月、2003 S/Sよりパリコレクション初参加し、以後毎年参加している。
- 2018年、広告制作会社であるアンダーカバープロダクションを始動。

## 主なブランドライン
UNDERCOVER（アンダーカバー）
- メインライン

ZAMIANG（ザミアン）
- ユニセックスでカジュアルな服が中心。

AFFA（エーエフエフエー）
- 藤原ヒロシとの共同制作
- 「Anarchy Forever Forever Anarchy」の略で、「無政府主義よ永遠に！」の意味。
- 2011年よりASSEMBLE（アッセンブル）として展開。

SOMETHING ELSE（サムシング エルス）
- 藤原ヒロシと共同制作

FOROURS（フォロアーズ）
「Team GIRA」と連動したライン。
NOWHERE（ノーウェア）